# 반지연골
반지연골(cricoid cartilage, cricoid, cricoid ring) 또는 윤상연골(輪狀軟骨)은 기관 주변에 있는 연골 중 하나로, 연골 중 유일하게 완전한 고리 구조를 이루고 있다. 후두의 뒤쪽 부분을 형성하며, 기도를 열고 닫아 목소리를 내는 데에 관여하는 여러 가지 근육, 연골, 인대가 와서 붙는 장소 역할을 한다. 'Cricoid'는 그리스어로 '반지 모양의'라는 뜻을 가지는 'krikoeides'에서 유래했다.

## 구조
목에서 방패연골 바로 아래쪽인 여섯째 목뼈(C6) 높이에 위치한다. 정중반지방패인대가 반지연골 가운데에 와서 붙으며, 반지방패관절은 반지연골의 뒤가쪽에 붙는다. 반지연골의 아래쪽에는 C자 고리 모양의 기관연골이 존재한다. 반지연골은 반지기관인대를 통해 첫째 기관연골과 이어진다.
또한 갑상샘과도 가까운 위치 관계를 가진다. 갑상샘잘룩은 반지연골보다 아래에 위치하지만, 갑상샘의 두 엽은 반지연골 양쪽 측면을 따라 방패연골까지 위로 뻗어 있다.
반지연골의 뒤쪽 부분은 앞쪽과 가쪽보다 약간 더 넓어서 흔히 뒷부분을 '판'(lamina)이라고 한다. 이런 모양 때문에 흔히 반지연골이 반지를 닮았다고 한다. 앞쪽 절반은 더 폭이 작은데, 이 중 가장 아래쪽 부분은 촉진하기 쉬운 해부학적 랜드마크로서 앞반지연골활(anterior cricoid arch)이라고 한다.

## 기능
반지방패근, 뒤반지모뿔근, 가쪽반지모뿔근, 기타 다른 연골, 인대가 반지연골에 붙는다. 이 근육, 연골, 인대는 기도를 열고 닫아 발성에 관여한다.

## 임상적 중요성
수술을 하기 전 전신마취 상태인 환자에게 삽관을 할 때 반지연골을 누르는데, 이를 통해 식도를 압박하여 위산 역류가 일어나지 않도록 한다. 이 과정을 반지연골 압박(셀릭 수기, Sellick maneuver)이라고 한다. 반지연골 압박은 일반적으로 흡인이 발생할 위험이 높은 환자에게 사용하는 신속연속마취유도(RSI)가 쓰인 경우에만 시행한다. 오랜 기간 동안 RSI를 할 때는 반지연골 압박을 표준으로 간주해 왔다. 미국심장협회에서는 백밸브마스크를 이용한 소생 시도나 응급 경구 기관내삽관 시에 반지연골 압박을 시행하는 것을 선호한다. 그러나 최근의 연구들에서는 반지연골 압박이 이전에 생각했던 것만큼 이득이 크다고 보지 않는 경우가 많다. 당초 셀릭의 보고서는 높은 일회호흡량, 머리를 아래로 한 자세, 바르비투르산 마취가 규칙이었던 적은 환자 수를 가지고 작성되었다는 지적이 있다.
반지연골 압박은 자주 부정확하게 시행되기도 한다. 가령 반지연골 압박은 종종 식도를 뒤로 압박하는 대신 제자리에서 가쪽으로 벗어나게 할 수 있다. 여러 연구에서는 후두덮개의 압박이나 일회호흡량 감소, 최대 압력 증가가 나타난다고 보고했다. 현대의 문헌을 근거로 아직 널리 퍼져 있는 RSI 시의 반지연골 압박에 대한 선호가 줄어들고 있다.
반지연골절제술은 반지연골의 전체 또는 일부를 제거하는 수술이다. 흔히 기관이 좁아진 것을 해소하기 위해 반지연골절제술을 시행한다.
목이 졸린 경우에 반지연골의 골절이 나타나기도 한다.

## 추가 이미지

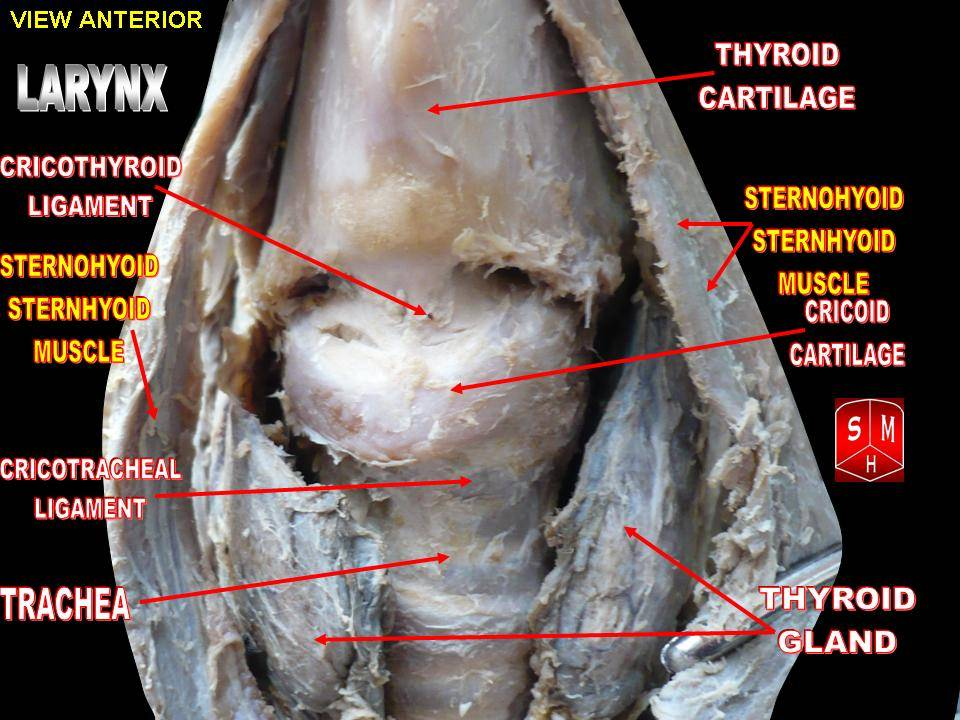
반지연골
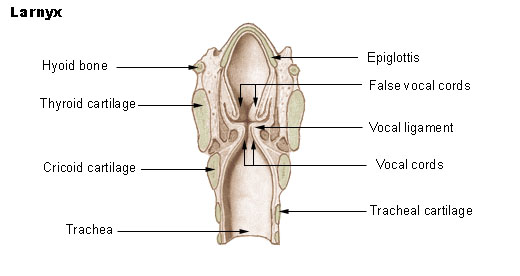
후두
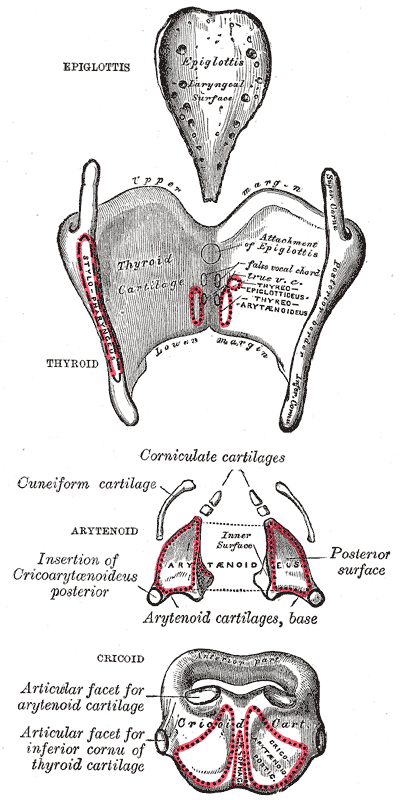
뒤에서 본 후두연골
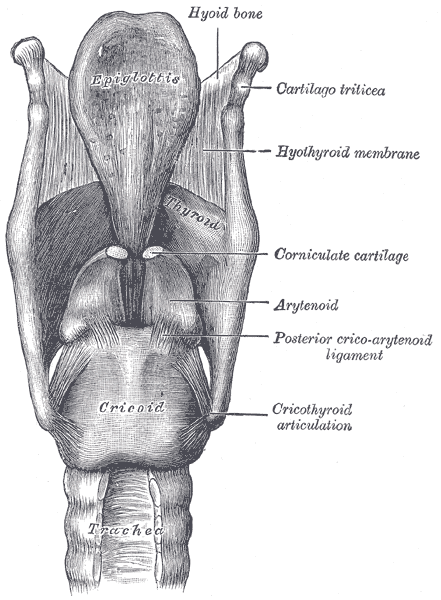
뒤에서 본 후두인대
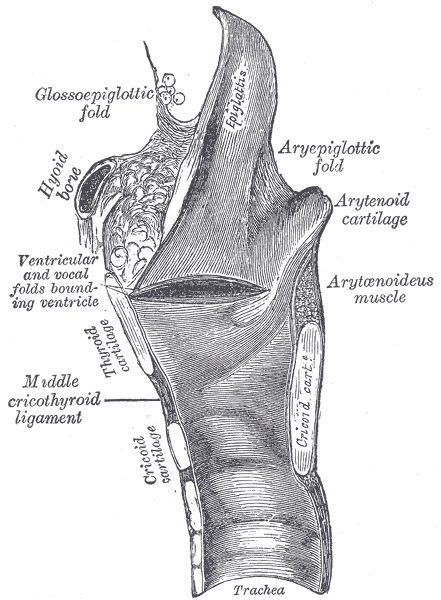
후두와 기관 위쪽의 시상단면
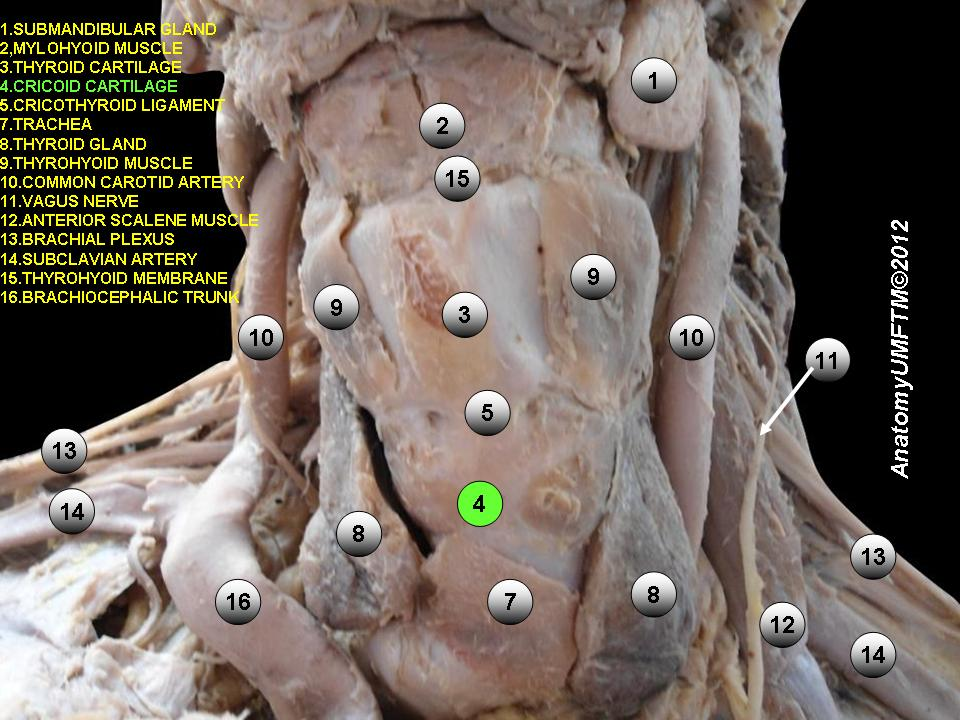
반지연골

## 같이 보기
- 기관절개술